# United States Special Operations Command Africa
Das United States Special Operations Command Africa (SOCAFRICA) ist ein Verbundkommando (Sub Unified Combatant Command), das die Special Operations Forces (Sondereinsatzkräfte) des U.S. Africa Command (AFRICOM) in sich vereint und führt. Das SOCAFRICA ist beim AFRICOM in den Kelley Barracks bei Möhringen auf den Fildern (Baden-Württemberg) stationiert. Seit dem 24. August 2009 ist Colonel Christopher K. Haas Kommandeur des SOCAFRICA.

## Geschichte
Nachdem auf Weisung des US-Präsidenten George W. Bush am 30. September 2008 das Regionalkommando AFRICOM seinen Dienst aufgenommen hatte, wurde ein Team des U.S. Special Operations Command Europe (SOCEUR) mit der Planung und Einrichtung eines entsprechenden Kommandos für Sondereinsatzkräfte für den Verantwortungsbereich des AFRICOM beauftragt. Die Abordnung arbeitete dabei eng mit den Schwesterkommandos der anderen Regionalkommandos, wie dem U.S. Special Operations Command Pacific (SOCPAC), dem U.S. Special Operations Command Central (SOCCENT) und dem Mutterkommando aller US-Sondereinsatzkräfte, dem U.S. Special Operations Command (SOCOM), zusammen, mit dem Ziel der optimalen Ressourcennutzung und Bereitstellung des erforderlichen Materials und Personals.
Die Planungen und die Herstellung der Operationsfähigkeit sollten bis 31. März 2009 abgeschlossen sein. Inwieweit das SOCAFRICA mittlerweile einsatzfähig ist, ist nicht bekannt.
Im Weiteren hat die SOCAFRICA die Operation Observant Compass eingesetzt um unter anderem die Regional Task Force gegen die Lord’s Resistance Army zu unterstützen.